# Pachylicus petrunkevitchi
Pachylicus petrunkevitchi is een hooiwagen uit de familie Zalmoxioidae.